# Tentellatge (Lladurs)
|  | Aquest article tracta sobre la masia de Lladurs. Vegeu-ne altres significats a «Tentellatge». |

Tentellatge és una masia situada al municipi de Lladurs, a la comarca catalana del Solsonès.